# Wydawnictwo Dwie Siostry

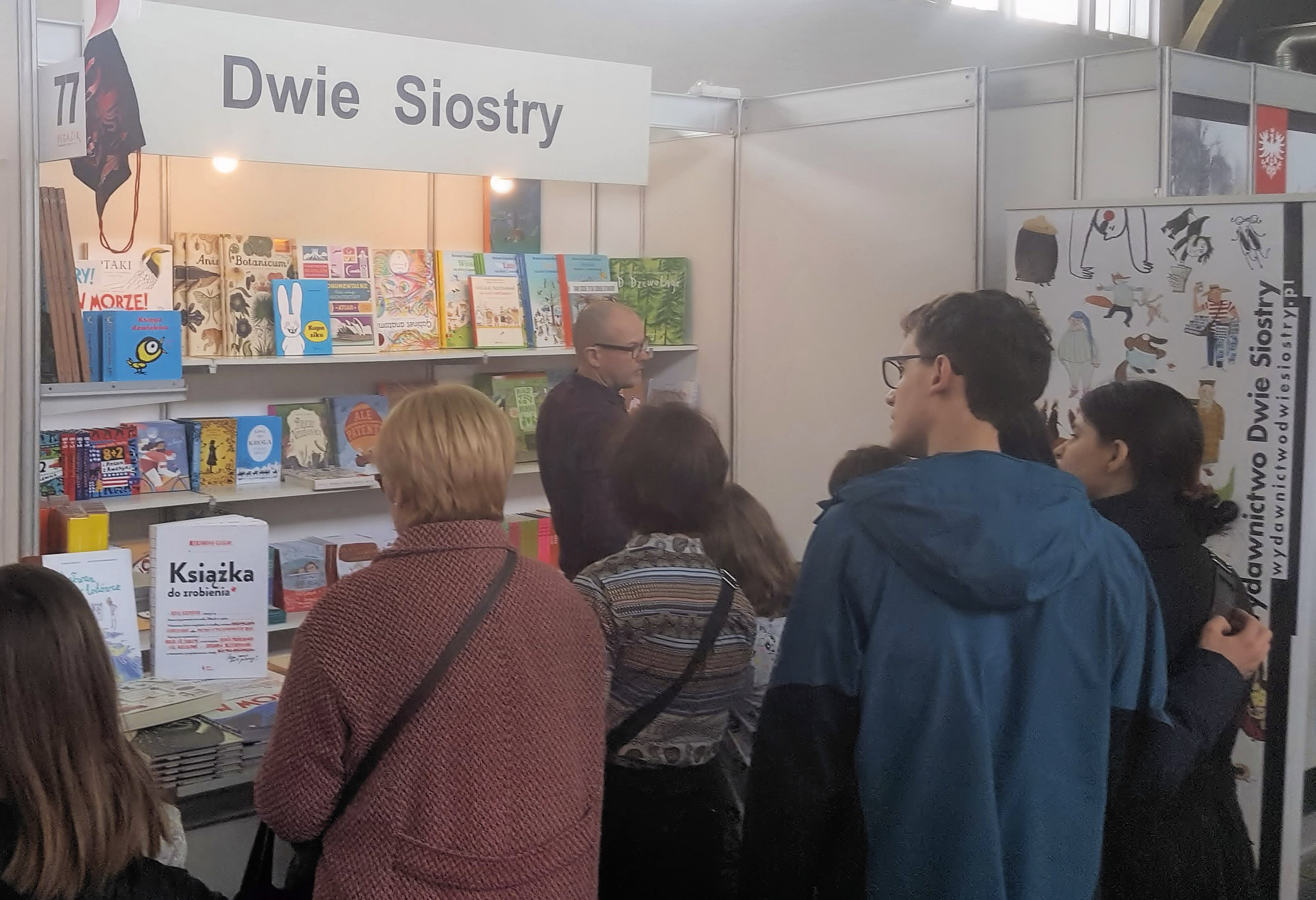
Stoisko wydawnictwa na Poznańskich Targach Książki 2018

Wydawnictwo Dwie Siostry — wydawnictwo założone w 2005 roku przez Jadwigę Jędryas, Katarzynę Matuszewską, Joannę Rzyską i Ewę Stiasny, z siedzibą w Warszawie. Od września 2019 w zarządzie wydawnictwa pozostały Jadwiga Jędryas i Ewa Stiasny, pozostające również jedynymi współwłaścicielkami firmy.
Wydawnictwo od początku specjalizuje się w książce dziecięcej. Duży nacisk kładziony jest na oprawę graficzną książek. Jedną z dłuższych serii wydawniczych byli Mistrzowie ilustracji. W serii wydawnictwo wypuściło wznowienia 20 książek autorów polskich i zagranicznych z ilustracjami czołowych polskich ilustratorów.
Inne serie wydawnictwa to cykl książek o detektywie Ture Sventonie Åke Holmberga, wiersze dla dzieci Stanisława Jachowicza, Juliana Tuwima czy Aleksandra Fredry.
W 2017 roku Wydawnictwo Dwie Siostry zdobyło LBF International Excellence Award „The Market Focus Poland Trade Children’s and Young Adult Publisher Award” przyznane przez Międzynarodowe Targi w Londynie, zaś na Międzynarodowych Targach Książki Dziecięcej w Bolonii rok później: 2018 BOP — Bolonia Children's Book Fair Award dla Najlepszego Europejskiego Wydawcy Dziecięcego Roku.

## Ważniejsze nagrody i nominacje dla wydanych książek
- nominacja do Nagrody Literackiej m.st. Warszawy 2011 w kategorii literatura dziecięca — tekst i ilustracje: Aleksandra i Daniel Mizielińscy — Co z ciebie wyrośnie[6];
- Nagroda Literacka m.st. Warszawy 2013 w kategorii literatura dziecięca — tekst i ilustracje: Dorota Sidor (tekst) oraz Aleksandra i Daniel Mizielińscy (ilustracje) — Gdzie jest wydra czyli śledztwo w Wilanowie[7];
- nominacja do Nagrody Literackiej m.st Warszawy 2014 w kategorii literatura dziecięca — tekst i ilustracje: Marta Dzienkiewicz (tekst) oraz Joanna Rzezak i Piotr Karski (ilustracje) — Pionierzy. Poczet niewiarygodnie pracowitych Polaków[8];
- wyróżnienie Bologna Ragazzi Award 2015 w kategorii non fiction: Jan Bajtlik — Typogryzmol[9];
- wyróżnienie w ramach Nagrody Literackiej im. Leopolda Staffa 2015 za książkę Moniki Utnik-Strugały Mamma mia. Włochy dla dociekliwych z ilustracjami Anny Ładeckiej[10];
- Nagroda „The Beijing News Weekly Review” za najlepszą książkę dla dzieci roku 2015 w Chinach: Aleksandra i Daniel Mizielińscy — Pod wodą, pod ziemią (tłumaczenie wydane w chińskiej oficynie)[11];
- nominacja do The London Book Fair International Excellence Award 2016 w kategorii najlepszy wydawca literatury dziecięcej[12];
- nominacja do Bologna Ragazzi Award for Art Books 2017 za książkę Aleksandry Cieślak Książka do zrobienia[13];
- nagroda Lew Hieronima przyznawana przez Stowarzyszenie Tłumaczy Literatury[14].

## Serie wydawnicze[15]
- Mistrzowie Ilustracji — książki z ilustracjami przedstawicieli polskiej szkoły ilustracji[czy to ważne?]:
  - Babcia na jabłoni autorstwa Miry Lobe z ilustracjami Mirosława Pokory
  - Cukiernia pod Pierożkiem z Wiśniami autorstwa Clare Compton z ilustracjami Marii Orłowskiej-Gabryś
  - Malutka Czarownica do tekstu Otfrieda Preusslera z ilustracjami Danuty Konwickiej
  - Klementyna lubi kolor czerwony do tekstu Krystyny Boglar z ilustracjami Bohdana Butenko
  - Ostatnia przygoda detektywa Noska do tekstu Mariana Orłonia z ilustracjami Jerzego Flisaka
  - Maleńka pani Flakonik do tekstu Alfa Prøysena z ilustracjami Krystyny Witkowskiej
  - Mała księżniczka autorstwa Frances Hodgson Burnett z ilustracjami Antoniego Uniechowskiego
  - Baśnie angielskie Josepha Jacobsa z ilustracjami Bogdana Zieleńca
  - Czarnoksiężnik ze Szmaragdowego Grodu L.Franka Bauma z ilustracjami Adama Kiliana
  - Widmo z Głogowego Wzgórza Edwarda Fentona z ilustracjami Zbigniewa Piotrowskiego
  - Czarodziejski młyn Aliny i Jerzego Afanasjewów z ilustracjami Teresy Wilbik
  - Śniadanie króla Alana Alexandra Milne z ilustracjami Eryka Lipińskiego
  - Raz czterej mędrcy… do tekstu Antoniego Marianowicza z ilustracjami Janusza Stannego
  - Odwiedziła mnie żyrafa do tekstu Stanisława Wygodzkiego z ilustracjami Mirosława Pokory
  - Pan Popper i jego pingwiny do tekstu Richarda i Florence Atwater z ilustracjami Zbigniewa Lengrena
- Mamoko — kartonowe książki obrazkowe bez słów;
- Ulica Czereśniowa — kartonowe książki obrazkowe bez słów;
- S.E.R.I.A. — książki edukacyjne
- Jaś i Janeczka — klasyka niderlandzkiej literatury dziecięcej;
- 8+2 — seria przygodowa;
- Felek i Tola — seria przygodowa;
- Małe Katastrofy — seria dla przedszkolaków;
- Pożyczalscy — klasyka światowej literatury dziecięcej;
- Oto jest… — seria książek o miastach świata;
- Polecone z Zagranicy — seria książek ilustrowanych przez twórców znanych na całym świecie;
- Świat dla dociekliwych — książki edukacyjne;
- Mały Koneser — zbiór opowiadań o wybitnych dziełach malarstwa w Polsce i za granicą;
- Serio;
- Uniwersytet Dziecięcy;
- Własny Pokój — proza dla dorosłych czytelników;
- Świeżym Okiem — ilustrowane wydania klasyki literatury pięknej;
- W Muzeum.